# Haty-a
Ḥaty-a fou un rang i títol de l'antic Egipte que es donava als prínceps, alcaldes o governadors locals. No té cap traducció estàndard, i sovint es deixa transliterat en la literatura acadèmica.